# International 806
International 806 först byggd som Monark 806 är en snabbseglande segelbåt konstruerad av Pelle Pettersson.
Båten konstruerades för att vara en billig och lättseglad kölbåt för både dagseglingar och längre seglingsar och hette från början Monark 806 då den byggdes av Monark i Varberg i mitten 1970-talet. När tillverkningen flyttades till Danmark och senare till Tyskland ändrades namnet till International 806. 

## Källhänvisningar
- Sailguide International 806
- Sailguide Monark 806